# Akuma (Street Fighter)
Akuma, conosciuto in Giappone come Gouki (豪鬼?, Gōki), è un personaggio della serie di videogiochi Street Fighter, apparso frequentemente a partire dal 1994.
Fratellastro di Gouken, il maestro di Ryu e Ken, è un guerriero che pensa solo a combattere, non ha amici e sentimenti. I kanji del nome Gouki significano "Grande Oni" (l'Oni è un demone cornuto della mitologia giapponesi) o "Grande Spirito"; Gouken (fratello di Gouki) come "Colpo Potente".

## Creazione
Akuma è stato ideato su richiesta di Noritaka Funamizu ad Akira Yasuda durante la creazione di un nuovo personaggio di Street Fighter. Akuma è stato progettato per compiacere i fan che sono stati vittime del pesce d'aprile nelle affermazioni dei giornalisti secondo cui esisteva un personaggio nascosto di nome Sheng Long. Funamizu voleva che il personaggio, Akuma, fosse basato sul design di Ryu. Pur essendo ancora un personaggio malvagio, Yasuda voleva comunque creare un grande contrasto tra il capo normale, M. Bison e Akuma.

## Storia
Akuma è il fratellastro di Gouken, maestro di Ryu e Ken. I due fratelli sono stati discepoli, a loro volta, del maestro Goutetsu, il creatore dello stile Ansatsuken. Akuma ha sempre avuto il desiderio di essere il guerriero più forte di tutti, il "maestro del pugno", così abbracciò uno stile personale, il Satsui no Hado, l'intento omicida. Perfezionò la tecnica definitiva di Goutetsu, lo Shun Goku Satsu (Raging Demon/Blink Hell Murder) e, proprio con questa tecnica, uccise il suo maestro e se ne andò dalla scuola.
Suo fratello Gouken divenne poi il maestro di Ryu e Ken, ma tempo dopo anche lui cadde sotto i colpi di Akuma. Ryu, accecato dall'ira, lo attaccò, ma venne sconfitto. Ryu, però, mostrò (come Akuma stesso) un'attitudine al "lato oscuro", ossia l'intento omicida. Akuma lo risfidò e gli disse di presentarsi quando sarebbe stato un degno avversario per lui.
Nel primo Street Fighter si scontrò con Gen, anziano esperto di arti marziali. Mentre il loro primo scontro terminò in parità, in quello decisivo Akuma stava per vincere, ma si accorse che il vecchio Gen era gravemente malato, così non infierì e se ne andò (dimostrando nel profondo di non essere puramente malvagio, al contrario di M. Bison, ma soltanto alla ricerca di avversari forti da battere).
Durante il secondo torneo di Street Fighter, Akuma rimase nascosto nell'ombra, osservando i lottatori e in particolar modo Ryu. Durante la finale, Akuma intervenne ed uccise M. Bison con il Shun Goku Satsu, trascinando la sua anima all'inferno. Anche durante il terzo torneo Akuma rimase in disparte, osservando gli sfidanti in cerca di un avversario che riuscisse a tenergli testa. Alla fine trovò Gill, il capo della setta degli "Illuminati" e promotore del terzo Street Fighter. Lo scontro fra i due fu epico: dopo la sua mossa finale, Akuma fu convinto di aver ucciso l'avversario e se ne andò, ignaro invece che Gill era resuscitato.
Alla fine di Street Fighter III: 3rd Strike, Akuma affina una nuova tecnica: il Tenshou Kaireki Jin, capace di distruggere una petroliera. In Street Fighter IV (ambientato prima di SF III) partecipa al torneo del pericoloso e temuto Seth per trovare Ryu, e si scontra con suo fratello Gouken, creduto fino ad allora morto, per il corpo del ragazzo. Nello stesso gioco, Akuma e la sua forma potenziata Oni sono dei boss speciali.

## Aspetto
Akuma è un uomo alto e imponente con i capelli rossi e la pelle scura. Indossa un rosario enorme attorno al collo, un keikogi color carbone ed una funicella attorno ai fianchi.
Il kanji 'ten' (天|天) - significa "cielo", "paradiso", "provvidenza" (teologicamente) - può essere notato durante alcune animazioni.
Shin Akuma, a differenza del suo ego normale, indossa un kimono tendente al violaceo. Nella sua apparizione in Capcom vs. SNK 2 ha inoltre una pelle accentuatamente più rossa e capelli totalmente biancastri.
Oni, uno dei boss segreti di SF IV, è Akuma quando perde totalmente il controllo di sé, concedendo la sua anima al Satsui no Hado. La sua pelle è blu e luminescente, i capelli sono bianchi ed indossa soltanto dei pantaloni larghi con una cintura di fune. Sembra anche più imponente di prima.

## Modalità di gioco

### Attacchi
Nella storia di Street Fighter, Akuma rappresenta uno dei personaggi più forti e, a differenza di altri personaggi, Akuma ha molte mosse potentissime oltre le classiche tecniche base Ansatsuken/Shotokan: Hadoken, Shoryuken e Tatsumaki Sempu-Kyaku ne possiede altre di gran lunga più potenti:
- Gou Hadoken (un hadoken di colore violetto, più forte del normale Hadoken, poiché potenziato dal potere del Satsui No Hado)
- Gou Shoryuken (uno shoryuken, più forte della tecnica base, poiché potenziato dal potere del Satsui No Hado)
- Tatsumaki Zanku-Kyaku (una forma più potente del Tatsumaki Sempu-Kyaku)
- Zanku Hado-Ken (lancia una sfera di energia in salto, con il palmo di una mano, che cade perpendicolare. Shin Akuma ne può eseguire due)
- Messatsu Gou Shoryu (la versione potenziata dello Shoryu Reppa di base)
- Messatsu Gou Hadou (la versione potenziata dello Shinku Hadoken di base)
- Messatsu Gou Rasen (uno Shinkuu Tatsumaki Senpu Kyaku più potente, che sale verso l'alto trascinando l'avversario in aria, tempestandolo di colpi)
- Messatsu Gou Sempu (in Messatsu Gou Rasen effettuato durante il salto)
- Tenma Gou Zanku (sferra una moltitudine di Zanku Hadoken che si abbattono sul nemico)
- Hyakki Gou Zan (un pugno diretto di energia, seguito da una piroetta a mezz'aria)
- Hyakki Gou Sho (una manata d'energia, seguito da una piroetta a mezz'aria)
- Hyakki Gou Sen (un calcio in picchiata, seguito da una piroetta a mezz'aria)
- Hyakki Gou Tsu (una presa a mezz'aria seguita da una piroetta, simile ad un Izuna Otoshi)
- Hyakki Gou Sai (una presa a mezz'aria seguita da una piroetta, dove sbatte la schiena dell'avversario sul ginocchio)
- Tenma Kujin Kiaku (un calcio in picchiata, molto simile allo Hyakki Gou Sen)
- Ashura Senku (una specie di teletrasporto)
- Kongou Kokuretsu Zan (Introdotta in 3rd Strike, simile al Raging Storm di Geese Howard di Fatal Fury)
- Misogi (solo in SVC: SNK vs Capcom Chaos, in Capcom VS SNK e in Capcom Fighting Jam; Akuma si teletrasporta al di sopra dell'avversario e scarica un colpo secco dalla potenza devastante)
- Demon Armageddon: la seconda Ultra di Super Street Fighter IV è il colpo che Akuma utilizza nella sua sequenza finale in 3rd Strike, il Tenshou Kaireki Jin.[senza fonte] Si tratta di un Tatsumakisempukyaku molto più violento e veloce, ma a differenza del Messatsu Gou Rasen, ha solo due hit combo e alla fine compare il simbolo ten.
- Sekia Kuretsuha: Akuma incanala un'incredibile quantità di ki nel palmo della mano e lo conficca nel terreno, colpendo l'avversario con un pilastro esplosivo di feroce energia.

#### Shun Goku Satsu
La Super segreta di Akuma è tra gli attacchi più micidiali nell'intera saga Street Fighter. La versione normale dello Shun Goku Satsu ("Inferno Letale Immediato", in italiano) è capace di infliggere ingenti danni all'avversario e conta un numero di colpi che spazia dai 14 minimi fino ai 32 massimi, eseguiti da Shin Akuma.
L'esecuzione impone ad Akuma di sbattere il piede posteriore per terra per caricarsi di fuerenza, posizionarsi perfettamente verticalmente, tenere una gamba con ginocchia in alto, con l'altra rimane in punta di piede e, mosso dall'Hado Oscuro, si trascina sino all'avversario che, se poco lesto a scansare l'attacco, subirà una tremenda sorte, colpito da attacchi talmente rapidi da essere inaccurabili dall'occhio umano.
Se l'avversario è sconfitto, Akuma rimane girato, con il simbolo "ten" comparso dietro le sue spalle, di colore rosso; anche sullo sfondo tale simbolo compare. Alla fine esclama sempre "MESSATSU!" o "Shoushi", rispettivamente, in italiano, "DISTRUGGERE" e "Patetico".

## Manhwa
Nel manhwa Street Fighter III New Generation di Hui King Sum e Lee Chung Hing, che in comune col videogioco ha solo i personaggi (storia, buona parte delle tecniche e quant'altro sono invenzione degli autori del manhwa), Akuma è il fratello malvagio di Gouken (maestro di Ryu e Ken e discepolo di Yuen).
A causa dell'apprendimento contemporaneo delle tecniche di Hadoken (Imperial Hadoken) e Shoryuken (Super Shoryuken), Akuma sente la sua energia rivoltarglisi contro, e per contrastare questa sorta di "rigetto energetico" scatena dunque la sua energia viola, raggiungendo il livello nero. L'energia Nera distrugge però le sue cellule cerebrali e lo manda alla follia, ma il suo spirito combattivo compie il miracolo di scindere la sua parte spirituale e quella terrena. Così sulla terra il corpo di Akuma carico di energia nera è controllato da un vagabondo senza cervello, mentre Shin Gouki sprofonda nelle fiamme dell'Ashulo (inferno) dove studierà una nuova tecnica devastante, nientedimeno che la strategia Ashulo: questa si divide in tre livelli di potenza, detti Yan Hon, Sin Hon e Poh Hon, raggiungibile solo stimolando la propria energia al massimo.
Destino vuole che Alex, figlio illegittimo di M. Bison, assista alla "scissione" delle due personalità di Akuma, ma riesce a conservare la sua energia mentale che gli permetterà dopo morto (per aver salvato Ibuki da un gigantesco serpente) di mantenere un legame spirituale con Shin Akuma. Sprofonda anche lui nell'Ashulo, dove questi gli trasmette le sue tecniche infernali riuscendo poi a riportarlo in vita espellendo il veleno della Grande Sis. Alex si rende conto all'inizio di poter entrare in contatto con Akuma solo andando vicino alla morte, e riesce ad apprendere che l'Ashulo Poh Hon si divide in 9 livelli di potenza, di cui lo stesso Akuma ne ha compresi solo 7: Muscle Breaker, Bone Breaker, Heart Breaker, Brain Breaker, Blood Dryer, Ki Breaker e Soul Breaker. Alex raggiungerà l'ottavo livello, l'Hell Breaker, unendo alla strategia Ashulo la tecnica imparata da suo padre, "il mondo senza confini" (che sfrutta anch'esso energie infernali).
In seguito Akuma muore affrontando Urien, che uccidendolo raggiunge l'energia suprema (ottenibile solo quando si affrontano due guerrieri al massimo livello di energia nera e uno dei due uccide l'altro). Il suo corpo carico di energia nera viene poi posseduto da Dhalsim che, ucciso anche lui da Urien per averlo tradito aiutando Akuma nella battaglia, riesce a salvare la sua energia psichica, mentre la sua sete di vendetta trova rifugio immediato nel corpo senz'anima di Akuma appena morto. Intanto Shin Akuma contatta Alex per usare la tecnica Ashulo in modo da uccidere Dhalsim/Akuma e riprendere possesso del suo corpo, e ne nasce uno scontro epico dove Alex riesce a sopraffare l'avversario con i sette livelli dell'Ashulo e arriva a usare l'ottavo, ma in quel momento Dhalsim proietta nella sua mente l'immagine di Ibuki (figlia di Gill e innamorata di Alex). Non riuscendo ad accettare l'idea di ucciderla, Alex ritira il colpo, ma così facendo l'energia Ashulo si ritorce su di lui. Dhalsim/Akuma ne approfitta e lo colpisce con i sette livelli dell'Ashulo (l'energia Psichica/metale di Dhalsim gli consente di apprendere le tecniche solo osservandole una volta). A questo punto Alex concede a Shin Akuma di prendere completamente possesso del suo corpo a rischio della vita. Shin Akuma si carica di Energia della Distruzione (la stessa di Evil Ryu, ma mille volte più devastante) e devasta Dhalsim con le sue tecniche, schiacciandolo tra l'energia suprema che ha scagliato in cielo Urien e il Messatsu go Hado. In quel momento, però, Ibuki vede che il corpo di Alex sta per distruggersi a causa della troppa energia e decide di sacrificarsi per cercare di aiutarlo. Alex esita, ma interviene Urien che divide i due guerrieri per recuperare Ibuki e curarla. Dhalsim cerca di uccidere Alex ed ottenere l'Energia Suprema prima che Urien possa nuovamente interferire, ma Urien approfitta del fatto di essere ignorato e divide i due guerrieri per poi schiacciare l'una contro l'altra le loro teste, in uno scontro dove solo chi sopravvivrà otterrà l'energia suprema, che Urien intende usare per resuscitare suo fratello Gill.
Dhalsim parla a Akuma mentalmente e gli propone di accantonare i rancori per un attimo in modo da liberarsi dalla stretta di Urien, e i due, con un doppio Hadoken di energia nera, riescono ad allontanarlo. Dhalsim però non perde tempo e attacca subito Alex con l'Ottavo livello dell'Ashulo, ma Alex risponde raggiungendo il nono e ultimo livello dell'Ashulo, Vacuum Breaker (distruzione del vuoto, un colpo talmente devastante da scompaginare gli equilibri, anche del vuoto assoluto) e lo sconfigge. Shin Akuma riesce così a rientrare nel suo corpo, ma la personalità di Dhalsim è ancora presente e Akuma cerca rifugio scavandosi un tunnel nella roccia avvicinandosi al centro della Terra e raggiungendo il calore e le fiamme dell'Ashulo. Intimorito dal fatto che appena ottenuta l'energia suprema Akuma sia già così forte, Urien lo rinchiude in un bozzolo di energia suprema, regredendo così al livello nero, ma senza ritorsioni alla sua personalità, rimanendo ancora il più forte guerriero vivente. Ibuki prega Urien di curare Alex, e questi accetta solo perché è la figlia di suo fratello Gill.
Intanto M. Bison (alias Vega in Giappone) viene sconfitto da Ken, le cui tecniche sono infinitamente superiori, pur avendo egli "solo" energia blu confronto all'energia viola di Vega. Mentre fugge, avverte una strana energia e si reca nel luogo dove è imprigionato Akuma, capendo che deve essere stato Urien a confinarlo dove si trova. Non avendo più nulla da perdere, Vega decide di supplicare Urien affinché acconsenta di insegnargli la sua tecnica della "distruzione di cielo e terra" in cambio di aiutarlo a sconfiggere Akuma una volta per tutte. Urien considera Vega responsabile della morte di suo fratello Gill ma, supplicato, gli risparmia la vita e lo costringe in una gabbia di energia nera in attesa di decidere.
Alex continua a pensare a come sia riuscito a raggiungere il nono livello dell'Ashulo, ma si trova ormai senza energia. A questo punto viene contattato mentalmente da Akuma che gli propone di trasmettergli la sua energia suprema telepaticamente (in modo che se Dhalsim dovesse sconfiggerlo si ritroverebbe senza forze) a patto che uccida Urien. Il piano funziona, ma viene scoperto da Oro (padre di Dhalsim) che cerca di uccidere Alex, ma viene fermato da Urien.
Interrotto prematuramente il collegamento con Akuma, Alex ottiene energia suprema solo per quattro attacchi, e col primo distrugge la gabbia di energia nera che imprigiona il padre che si difende utilizzando la Distruzione di Cielo e Terra, ma l'intervento di Urien gli impedisce di ucciderlo, consumando così la poca energia che gli rimaneva e rendendosi nuovamente inerme, ma quando sta per essere ucciso da Vega, Urien, constatato che ha ormai appreso la sua tecnica, si reca con lui da Akuma. Questi, dopo il fallimento del suo piano, sferra un potentissimo attacco alla coscienza di Dhalsim e la sconfigge, e in questo modo il corpo di Akuma riesce ad uscire dal bozzolo di energia suprema che lo imprigionava e, trovandosi a contatto con il magma incandescente, agisce d'istinto proteggendosi con tutta la sua energia suprema, creando così la Supreme Clad, una vera e propria armatura di energia. Il guerriero che esce dal cratere non è più né Akuma né Dhalsim, ma Ultimate Akuma, un essere senza ricordi né sentimenti, solo un immenso spirito combattivo. Ultimate Akuma utilizza il 100% della sua energia in difesa, rendendosi così invulnerabile a qualsiasi attacco, utilizzando un nuovo tipo di energia per offendere i nemici, l'energia Zero, la quale, trasmessa nel corpo degli avversari, li fa degenerare dall'interno. Inoltre, la Supreme Clad consente a chi la possiede di valutare la potenza, le capacità e i punti deboli dell'avversario. Ma dato che l'Energia Zero può essere appresa soltanto da un uomo senza sentimenti, U. Akuma parte alla ricerca di un possibile successore, e lo trova in Hugo, un teppista le cui facoltà mentali non superano quelle di un cagnolino, e gli insegna come ottenere Supreme Clad, passandogli solo una goccia della sua energia suprema.
Intanto Ken ottiene la tecnica definitiva (battezzata dallo stesso Ken "Trionfo della morte di Ryu") sconfiggendo l'Imperial Hadoken di Ryu con il Super Shoryuken, e sfida Akuma. L'ottava tecnica proietta i due contendenti in uno spazio mentale controllato da Ken che distrugge i sentimenti e i ricordi facendo impazzire i propri avversari. Ultimate Akuma riesce a vincere non avendo sentimenti umani, ma a causa dell'Ottava Tecnica riacquista le sue antiche tecniche del Satsui no Hado (l'Hado omicida) e con esse alcuni ricordi.
Ken, vagando, cerca il perché della sconfitta e si imbatte in Hugo. Appreso che anch'esso conosce l'energia Zero, decide di confrontarsi con lui per scoprire un eventuale punto debole della Supreme Clad. Durante lo scontro Ken non riesce a colpire Hugo, finché accidentalmente non calpesta del pop corn. Hugo perde la concentrazione per un attimo vedendo calpestata l'unica cosa che ama (in quanto, come detto prima, ragiona come un cagnolino) e Ken riesce a colpirlo, scoprendo così che Supreme Clad non è perfetta se non ci si concentra completamente sulla battaglia, motivo per cui è impossibile da praticare con sentimenti umani, cosa che Ultimate Akuma non possiede. Conscio di ciò, Ken ingozza Hugo di popcorn e fa in modo che questi arrivi ad odiare l'unica cosa di cui gli importasse qualcosa, e ottenga un Supreme Clad perfetto se pur poco potente. Paragonando il Supreme Clad ai diamanti, che possono incrinarsi solo contro altri diamanti, Ken utilizza l'ultimo livello del Super Shoryuken (Super Shoryu Reppa) per assimilare Supreme Clad di Hugo (la caratteristica del Super Shoryureppa è quella di poter riprodurre le energie e le tecniche degli avversari che incontra), quindi va a cercare Akuma sentendosi ora più preparato allo scontro.
Intanto Akuma incontra Nash (il figlio di Ken) e insieme a lui torna al "purgatorio", la grotta dove si era allenato fin da bambino, e qui ritrova tutti i suoi ricordi. All'età di vent'anni già non esisteva nessuno al suo pari, e questo non gli permetteva di progredire. Una notte, però, un meteorite cadde sulla Terra e Akuma si recò nel cratere, sentendosi attirato dalla sua energia cosmica. Qui ottenne l'illuminazione per creare una tecnica in grado di distruggere qualsiasi cosa, lo shun goku satsu (Blink Hell Murder), una serie di calci e pugni talmente veloci da sembrare un unico colpo. Akuma usò la tecnica appena acquisita per scolpire sul muro l'ideogramma "cielo" (lo stesso che gli compare sulla schiena, che si differenzia da quello di Ryu che significa "distruzione"), ma scoprì dei diamanti nella parete. Utilizzò nuovamente la tecnica, ma non riescì a scalfire le pietre preziose. Disperato per il fallimento, Akuma vagò per il mondo, e venne trovato da Urien e Gill da bambini. Questi e la sua famiglia lo accolsero in casa, e Akuma per gratitudine insegnò le arti marziali a Urien. Un giorno però, provando una strana attrazione (né sentimentale né sessuale) per la madre dei bambini, si rese conto che l'incontro con la famiglia avrebbe cambiato il suo destino. Venendo sopraffatto dalla sua energia, colpì a morte il padre e violentò la madre dei bambini, senza riuscire a fermarsi. L'arrivo dei figli interruppe però lo stupro e Akuma scappò disperato. Rifugiatosi nel "Purgatorio", la sua energia e la sua frustrazione crearono una nuova tecnica, "il cielo fuori dal cielo", in grado di distruggere perfino i diamanti. Le sue azioni violente lo resero immensamente più forte, ma, frustrato per come aveva ottenuto questa potenza, decise di non utilizzare più lo Shun goku Satsu né il Cielo Fuori dal Cielo. Recuperando tutti questi ricordi, Akuma riacquista anche le facoltà per eseguire "il cielo fuori dal cielo" e distrugge il suo Supreme Clad perforandosi il cranio, come prova della sua potenza. Ma in quel momento arriva Ken.
Le pubblicazioni finiscono qui e ancora non si sa quali saranno le sorti dello scontro.

## Altre versioni

### Shin Akuma
In Street Fighter Alpha 3 è presente una versione potenziata di Akuma, chiamata Shin Akuma e in Street Fighter V con il nome True Akuma.
Le due versioni del personaggio sono pressoché identiche, con la differenza che Shin Akuma è più veloce, può eseguire due Gou Hadoken in aria consecutive, esegue in modo più rapido la tecnica Shun Goku Satsu, indossa un keikogi color porpora o grigio e, in Street Fighter III: 2nd Impact - Giant Attack e in Street Fighter III: 3rd Strike - Fight for the Future quando esegue lo Shun Goku Satsu, il colore del kanji sulla schiena è giallo, non rosso.
Shin Akuma è utilizzabile (in Street Fighter Alpha 3) dopo averlo sconfitto nel World Tour, selezionando Akuma tenendo premuto L2. Il colore basilare del vestito di Shin Akuma è il viola, con la cintura nera e i polsini marroni. A livello di videogame Shin Akuma è, ovviamente, la versione potenziata di se stesso. È dotato di maggiore resistenza, velocità e potenza nel colpire (incluse le mosse energetiche). Secondo la storia però non esiste uno Shin Akuma, semplicemente l'Akuma che compare è già talmente immerso nel Satsui no Hadou che non esiste una fase pre e post-Akuma. Akuma è così e non possiede trasformazioni che lo migliorino. In alcuni giochi della serie, come SF Alpha 2 o 3, Shin Akuma è stato inserito come personaggio sbloccabile e lì costituisce la versione più forte di se stesso.

### Kuruoshiki Oni
狂オシキ鬼?, Kuruoshiki Oni "Mad Ogre" è Akuma quando perde totalmente il controllo abbandonandosi al Satsui no Hado. Il suo aspetto è più muscoloso, la pelle è blu, i capelli sono bianchi luminosi con sfumature blu, ha i canini come zanne e brevi protuberanze sulla fronte che ricordano le corna in crescita.

### God Akuma
God Akuma è la versione divina di Akuma. Ha lo stesso aspetto di Oni, ma con alcune differenze: la pelle bianca e non blu, gli occhi blu invece che rossi e i capelli anch'essi blu. In questa forma distrugge in pochissime frazioni di secondo Zangief (autoproclamatosi il lottatore più forte del mondo). A differenza delle altre forme questa non è malvagia ed è pura di cuore.

### Cyber Akuma
Cyber Akuma noto anche come Mech-Gouki è una versione cyborg di Akuma per decisione di Apocalisse, appare per la prima volta in Marvel Super Heroes vs. Street Fighter, il suo aspetto ricorda o prende ispirazione dalle opere di Gō Nagai.

## Altre apparizioni
- In Marvel Super Heroes vs. Street Fighter (secondo della serie "versus"), egli viene rapito da Apocalisse (nemico degli X-Men) e trasformato, grazie alla sua tecnologia avanzatissima, in Mech-Gouki (Cyber Akuma in Occidente).
- In Super Street Fighter II X (Turbo in Occidente) è l'unico personaggio che non può essere stordito per accumulo di colpi. Ciò avviene anche in Capcom Fighting Evolution.
- Nell'OAV Street Fighter Alpha: Generations si scopre alla fine che Akuma è il padre di Ryu. Ciò però non è canonico.
- In Marvel vs. Capcom Ryu è dotato di una particolare abilità, tramite la quale trasforma le proprie abilità in quelle di Akuma (mosse e special moves comprese) annullando le sue basilari. In questo caso, una volta "trasformato" in Akuma, anche il suo kimono cambia colore e diventa grigio/nero.
- In Capcom vs. SNK 2 mostra rivalità nei confronti di Rugal, boss di King of Fighters '94 e '95. Dopo lo scontro in cui vede vittorioso Akuma, un morente Rugal conficca una mano nel suo petto trasmigrandogli il potere di Orochi (mostro mitologico di cui la serie KoF è incentrata) di cui gli fece dono Goenitz, trasformando Akuma in Shin Akuma (A.K.A. Orochi Akuma per via dei suoi capelli bianchi) ed un nuovo Kanji si forma sulla sua schiena, sempre di colore bianco, che significa "Dio".
- In Super Street Fighter IV Arcade Edition fa la sua comparsa Oni, ovvero un'ulteriore versione di Akuma. Questo nuovo personaggio è Gouki trasformato letteralmente in un demone per effetto del Satsui no Hado. Il suo nome significa Demone oppure Orco in giapponese.
- È presente in Tekken 7 come personaggio giocabile.
- Akuma è apparso nei videogiochi crossover Marvel vs. Capcom 2: New Age of Heroes, Marvel vs. Capcom 3: Fate of Two Worlds e nell'antologia Marvel vs. Capcom Origins[2].
- Appare come comparsa non parlante in diverse scene dell'anime Street Fighter II V.

## Frasi celebri
- Proverai la sofferenza di milioni di morti in un solo frangente! (Street Fighter Zero 3 / Alpha 3 in occidente)
- Patetico... (Super Street Fighter II HD Remix)
- (nessuna frase) (Super Street Fighter II HD Remix)
- Se tenti di rinnovarti come guerriero, sfida il tuo avvenire! (Street Fighter IV)
- Sei solo cenere, trasportata da un vento desertico! (Street Fighter IV)
- Ormai sei finito! (Street Fighter IV)
- Innumerevoli sono i percorsi per gli inferi! Quale preferiresti? (Street Fighter IV)
- Piangere non regredirà il tempo perduto! (Street Fighter IV)
- Ciò che è mio è la maestria del duellare! (Street Fighter IV)
- Una volta affrontatomi, indietreggiare è inammissibile! (Street Fighter IV)
- Spalanca le palpebre, e mira al tuo vincitore! (Street Fighter IV)
- È contro la plausibilità che un topo muti in gatto! (Street Fighter IV)
- Ancora parli? Parla con le nocche! (Street Fighter IV)
- Quanto assurdo è il tuo credo di una mia sconfitta... divertente. (Street Fighter IV)
- Sfida me e troverai la morte. (Street Fighter V)
- Non comprendi neppure il tuo stesso potere! (Tekken 7)